# Rita Quigley
Rita Quigley (* 31. März 1923 in Bell, Kalifornien, Vereinigte Staaten; † 25. August 2008 in Arroyo Grande, Kalifornien, Vereinigte Staaten) war eine US-amerikanische Filmschauspielerin.

## Leben
Rita Quigley wurde 1923 in Bell, im US-Bundesstaat Kalifornien geboren.
1939 sprach sei bei Universal Pictures vor. 1940 hatte Quigley bei dem Film Susan und der liebe Gott erstmals eine Rolle inne.
Quigley war mit Arthur Goehner verheiratet. Ende der 1940er Jahre gab sie die Schauspielerei auf, um sich auf die Erziehung ihrer Kinder zu konzentrieren.

## Filmografie
- 1940: Susan und der liebe Gott (Susan and God)
- 1940: Five Little Peppers in Trouble
- 1940: The Howards of Virginia
- 1940: Dritter Finger, linke Hand (Third Finger, Left Hand)
- 1940: Jennie
- 1941: Ride, Kelly, Ride
- 1941: Blonde Inspiration
- 1941: International Lady
- 1941: Riot Squad
- 1942: The Vanishing Virginian
- 1942: Henry Aldrich, Editor
- 1942: Die ganze Wahrheit (Keeper of the Flame)
- 1943: Und das Leben geht weiter (The Human Comedy)
- 1943: Isle of Forgotten Sins
- 1943: Women in Bondage
- 1943: Whispering Footsteps
- 1946: Charlie Chan – Die Falle (The Trap)
- 1948: Lassies Heimat (Hills of Home)
- 1969: Sexualprotz wider Willen (The Love God?)